# Afaka

Nazwa "ndyuka" w piśmie afaka

Afaka, pismo afaka (język ndyuka:  (afaka sikifi) - sylabariusz opracowany w roku 1910 specjalnie do zapisu kreolskiego języka ndyuka, używanego w Surinamie. Nazwa pochodzi od nazwiska jego twórcy Afáka Atumisi. Pismo to pozostaje w ograniczonym zakresie w użyciu również obecnie. 